# Samospráva Královéhradeckého kraje
Královéhradecký kraj jako vyšší územní samosprávný celek má podle zákona o krajích právo na samosprávu, která se týká různých odvětví. Mezi ně patří například školství, doprava, nebo zdravotnictví. Jeho dalšími pravomocemi je suverénní vystupování v právních vztazích, vydávání vyhlášek a předpisů a v neposlední řadě hospodaření s krajským majetkem. Správa kraje je vykonávána orgány kraje, a to krajským úřadem, zastupitelstvem kraje, radou kraje a hejtmanem.

## Orgány kraje
Zastupitelstvo se volí každé čtyři roky přímou volbou. počet členů zastupitelstva se v jednotlivých krajích liší, Zastupitelstvo Královéhradeckého kraje má členů 45. Mezi jeho pravomoci patří například schvalování rozpočtu nebo volba hejtmana. Poslední krajské volby se konaly v říjnu 2016, v nichž zvítězilo hnutí ANO, které ale neobhajuje žádný mandát, do vedení kraje se dostala pětikoalice ČSSD, ODS, lidovecká koalice pro kraj, Starostové a Východočeši a TOP 09.
Radu tvoří hejtman, jeho zástupci a další členové. Rada Královéhradeckého kraje čítá 9 členů. Hejtman je volen zastupitelstvem kraje, které ho může také odvolat. V případě odvolání zaniká i jeho post v krajské radě. Současným hejtmanem Královéhradeckého kraje je Jiří Štěpán, člen ČSSD.

## Výsledky voleb

### Krajské volby a sestavování koalice 2016
Ve volbách do krajských zastupitelstev konaných 7. 10. - 8. 10. 2016 kandidovalo 17 politických subjektů. Do krajského zastupitelstva se probojovalo 9 stran. Volební účast byla 37,33 %, což je téměř o tři procenta více než byl republikový průměr. Ve volbách zvítězilo hnutí ANO, které získalo 25,18 % (13 mandátů). Následovala ČSSD s 13,08 % (6 mandátů), ODS s 9,93 % (5 mandátů), Koalice pro Královéhradecký kraj složená z KDU - ČSL, Hradeckého demokratického klubu a Volby pro město s 9,75 % (5 mandátů), KSČM s 9,39 % (4 mandáty), STAROSTOVÉ A VÝCHODOČEŠI s 8,98 % (4 mandáty), TOP 09 s 7,74 % (4 mandáty), Koalice Svoboda a přímá demokracie - Tomio Okamura (SPD) a Strana Práv Občanů a SNK s 5,54 % (2 mandáty), Piráti a Strana zelených + Změna pro Královéhradecký kraj s 5,27 % (2 mandáty).
Hnutí ANO zvítězilo, nezajistilo si však dostatečný počet mandátů na jednobarevnou vládu. Ihned po vyhlášení začaly strany jednat o koalici a již v sobotu večer se objevila zpráva, že koalice byla sestavena bez hnutí ANO.  12.10.2016 podepsali zástupci všech stran v koalici (ČSSD, ODS, Koalice pro Královéhradecký kraj, Starostů a Východočechů a TOP 09) memorandum o spolupráci a 24. 10. 2016 byla podepsána koaliční smlouva. Na ustavujícím zasedání krajského zastupitelstva byl zvolen nový hejtman Jiří Štěpán z ČSSD a nové vedení kraje. Posty v radě kraje byly rozděleny následovně: oblast dopravy a silničního hospodářství je v kompetenci 1. náměstka hejtmana Martina Červíčka (ODS), náměstek Vladimír Derner (Koalice pro KHK) je zodpovědný za oblast sociální, náměstek Aleš Cabicar (TOP 09) je zodpovědný za oblast zdravotnictví, náměstkyně Martina Berdychová (STAN A VČ) je zodpovědná za oblast školství, kultury a sportu, radní Pavel Hečko (ČSSD) je zodpovědný za oblast regionálního rozvoje, evropských grantů, dotací a cestovního ruchu, radní Karel Klíma (Koalice pro KHK) je zodpovědný za oblast vodního hospodářství, životního prostředí a zemědělství, radní Václav Řehoř (ODS) je zodpovědný za oblast investic a majetku, radní Rudolf Cogan (STAN A VČ) je zodpovědný za oblast ekonomiky.